# Alfred Oriot
Alfred Oriot est un homme politique français né le 15 octobre 1846 à Bazoches-au-Houlme (Orne) et décédé le 26 mars 1929 à Bazoches-au-Houlme.
Agriculteur, il est maire de sa commune natale en 1881. Conseiller d'arrondissement en 1895, puis conseiller général en 1896, c'est sur le tard qu'il entame une carrière nationale en devenant sénateur de l'Orne de 1920 à 1927. Inscrit au groupe de l'Union républicaine, son activité parlementaire est très faible.

## Sources
- « Alfred Oriot », dans le Dictionnaire des parlementaires français (1889-1940), sous la direction de Jean Jolly, PUF, 1960 [détail de l’édition]